# HTN1
HTN1 (англ. Histatin 1) – білок, який кодується однойменним геном, розташованим у людей на короткому плечі 4-ї хромосоми.  Довжина поліпептидного ланцюга білка становить 57 амінокислот, а молекулярна маса — 6 963.
| 10         |  | 20         |  | 30         |  | 40         |  | 50         |
| ---------- |  | ---------- |  | ---------- |  | ---------- |  | ---------- |
| MKFFVFALVL |  | ALMISMISAD |  | SHEKRHHGYR |  | RKFHEKHHSH |  | REFPFYGDYG |
| SNYLYDN    |  |            |  |            |  |            |  |            |

A: Аланін

D: Аспарагінова кислота

E: Глутамінова кислота

F: Фенілаланін

G: Гліцин

H: Гістидин

I: Ізолейцин

K: Лізин

L: Лейцин

M: Метіонін

N: Аспарагін

P: Пролін

R: Аргінін

S: Серин

V: Валін

Кодований геном білок за функціями належить до антибіотиків, антимікробних білків, фунгіцидів, фосфопротеїнів. 
Секретований назовні.